# ماکسیم سولاس
ماکسیم سولاس (انگلیسی: Maxime Soulas؛ زادهٔ ۱۹ مهٔ ۱۹۹۹) بازیکن فوتبال اهل فرانسه است.